# Socha Svobody
Socha Svobody je obrovská neoklasicistní socha nacházející se na Liberty Island (Ostrov svobody) v newyorském přístavu ve Spojených státech. Tuto měděnou sochu, dar francouzského lidu obyvatelům Spojených států, navrhl francouzský sochař Frédéric Auguste Bartholdi a její kovovou kostru zkonstruoval Gustave Eiffel. Socha byla dne 28. října 1886 slavnostně posvěcena.
Socha představuje oděnou římskou bohyni svobody Libertas. Pravou rukou drží nad hlavou pochodeň a v levé ruce nese tabuli s nápisem JULY IV MDCCLXXVI (římskými číslicemi datum 4. července 1776), což je datum vyhlášení nezávislosti USA. Postava kráčí vpřed a u nohou jí při tom leží přetržený okov a řetěz, které připomínají zrušení otroctví. Po svém posvěcení se socha stala ikonou svobody a Spojených států, vnímanou jako symbol vítající přistěhovalce připlouvající po moři.
Bartholdi se nechal inspirovat francouzským profesorem práva a politikem Édouardem René de Laboulayem, který údajně v roce 1865 poznamenal, že jakýkoli pomník vztyčený na počest nezávislosti USA by měl být správně společným projektem francouzského a amerického národa. Prusko-francouzská válka zpozdila postup až do roku 1875, kdy Laboulaye navrhl, aby Francouzi sochu financovali a USA poskytly místo a postavily podstavec. Bartholdi dokončil hlavu a rameno nesoucí pochodeň ještě předtím, než byl dokončen celý projekt sochy, a tyto části byly vystaveny za účelem propagace projektu na mezinárodních výstavách.
Rameno nesoucí pochodeň bylo vystaveno na Světové výstavě ve Filadelfii v roce 1876 a v letech 1876 až 1882 v parku na Madison Square na Manhattanu. Získávání finančních prostředků se ukázalo býti obtížným zejména pro Američany, a v roce 1886 byly proto práce na podstavci ohroženy nedostatkem financí. Vydavatel Joseph Pulitzer z deníku New York World zahájil sbírku na dokončení projektu a přilákal více než 120 000 přispěvatelů, z nichž většina přispěla méně než jeden dolar (v roce 2021 to odpovídá 30 dolarům). Socha byla postavena ve Francii, v bednách převezena do zámoří a na již hotovém podstavci sestavena. Stalo se tak na místě, kterému se tehdy říkalo Bedloe's Island. Dokončení sochy bylo oslaveno prvním newyorským průvodem a slavnostním posvěcením pod záštitou prezidenta Grovera Clevelanda.
Do roku 1901 sochu spravovala Rada pro správu majáků Spojených států amerických, poté ministerstvo války; od roku 1933 o ni pečuje Správa národních parků jako o součást Národního památníku sochy Svobody. Socha je významnou turistickou atrakcí. Přístup veřejnosti na balkon kolem pochodně je od roku 1916 zakázán.

## Proces návrhu a výstavby

### Původ

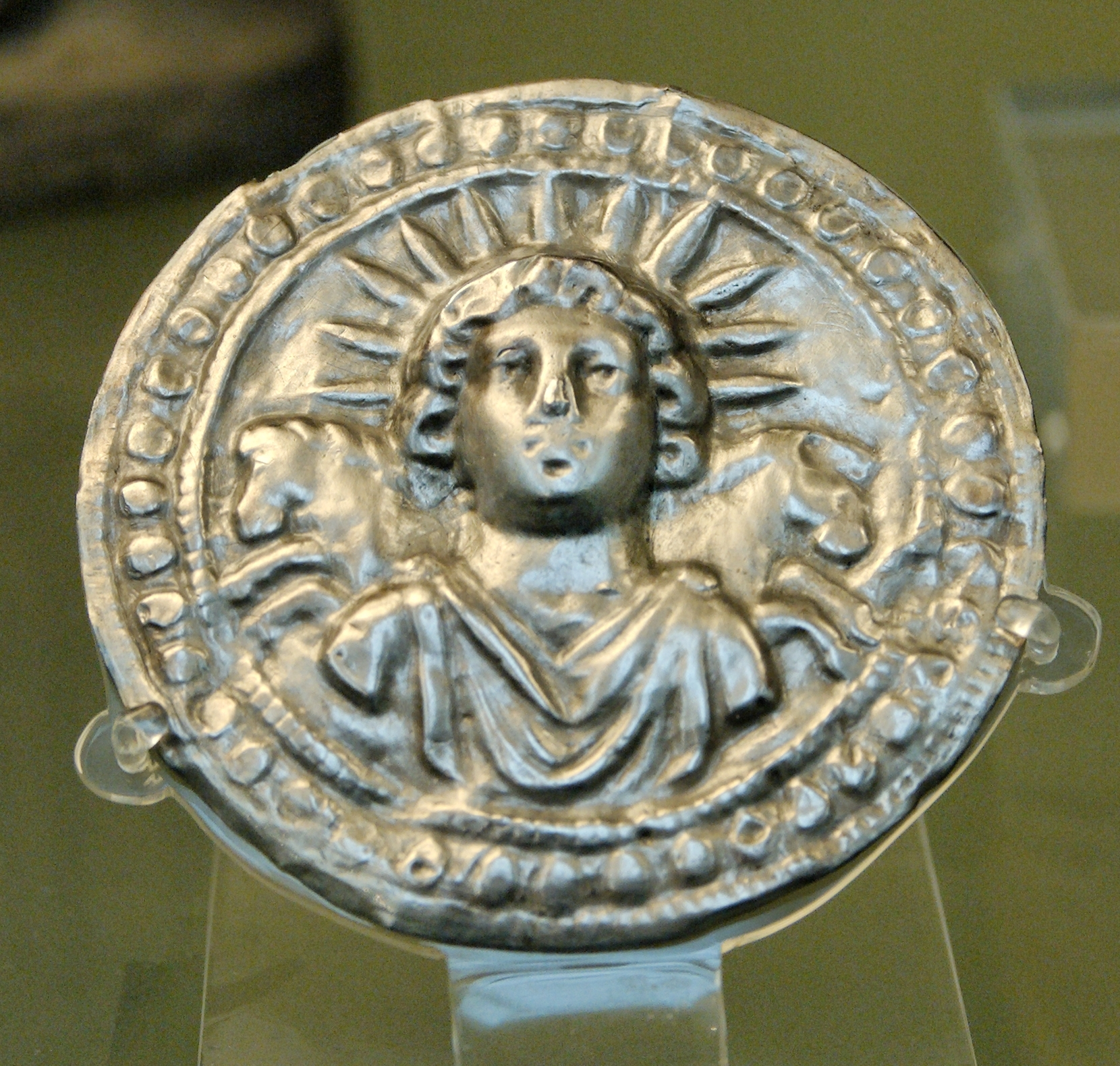
Římská bohyně Libertas a Sol Invictus („Neporažené slunce“) (na obrázku) ovlivnily sochu Svobody.

Podle Správy národních parků přednesl myšlenku na vybudování památníku, který by Francouzi věnovali Spojeným státům, jako první Édouard René de Laboulaye, předseda Francouzské společnosti proti otroctví a významný politický myslitel své doby. Projekt vznikl v polovině roku 1865 v rozhovoru mezi Laboulayem, přesvědčeným abolicionistou, a sochařem Frédéricem Bartholdim. V rozhovoru po večeři v jeho domě nedaleko Versailles měl Laboulaye, horlivý stoupenec Unie v americké občanské válce, říci: „Pokud by měl ve Spojených státech vyrůst pomník jako památník jejich nezávislosti, považoval bych za přirozené, kdyby byl postaven společným úsilím – jako společné dílo obou našich národů.“ Správa národních parků však ve své zprávě z roku 2000 tuto větu označila za pouhou legendu, jejíž původ lze vysledovat až k letáku pro získávání finančních prostředků z roku 1885, a že socha byla s největší pravděpodobností navržena v roce 1870. V další eseji na svých internetových stránkách Park Service naznačovala, že Laboulaye měl na mysli spíše uctění vítězství Unie a jeho důsledky: „Se zrušením otroctví a vítězstvím Unie v občanské válce v roce 1865 se Laboulayova přání svobody a demokracie měnila ve Spojených státech ve skutečnost. Na počest těchto úspěchů Laboulaye navrhl, aby byl jménem Francie postaven dar Spojeným státům. Laboulaye doufal, že upozorněním na nedávné úspěchy Spojených států bude francouzský lid inspirován k volání po vlastní demokracii tváří v tvář represivní monarchii.“
Podle sochaře Frédérica Augusta Bartholdiho, který později tuto historku vyprávěl, nebyla Laboulayeova údajná poznámka zamýšlena jako návrh, ale Bartholdiho inspirovala. Vzhledem k represivní povaze režimu Napoleona III. nepodnikl Bartholdi v souvislosti s tímto nápadem žádné okamžité kroky, pouze o něm s Laboulayem diskutoval. Bartholdi byl každopádně zaneprázdněn dalšími možnými projekty; koncem 60. let 19. století se obrátil na egyptského chedíva Isma'ila Pašu s plánem postavit u severního vjezdu do Suezského průplavu v Port Saidu obrovský maják v podobě staroegyptské fellahy neboli rolnice, oděné a držící ve vzduchu pochodeň. Byly vytvořeny skici a modely navrhovaného díla, které však nikdy nebylo postaveno. K návrhu suezské sochy existoval klasický precedens, Rhodský kolos: antická bronzová socha řeckého boha slunce Hélia. Předpokládá se, že tato socha byla vysoká přes 30 m a podobně stála u vjezdu do přístavu a nesla světlo, které navádělo lodě. Khediv i Lesseps odmítli navrhovanou sochu od Bartholdiho s odkazem na vysokou cenu. Místo toho byl v roce 1869 postaven maják Port Said, jehož autorem byl François Coignet.
Jakýkoli rozsáhlý projekt dále zpozdila prusko-francouzská válka, v níž Bartholdi sloužil jako major domobrany. Ve válce byl Napoleon III. zajat a sesazen. Bartholdiho domovská provincie Alsasko byla ztracena ve prospěch Prusů a ve Francii byla nastolena liberálnější republika. Protože Bartholdi plánoval cestu do Spojených států, rozhodl se spolu s Laboulayem, že nastal vhodný čas prodiskutovat tuto myšlenku s vlivnými Američany. V červnu 1871 se Bartholdi vydal přes Atlantik s doporučujícími dopisy podepsanými Laboulayem.
Po příjezdu do newyorského přístavu se Bartholdi zaměřil na Bedloe's Island (nyní pojmenovaný Liberty Island) jako na místo pro sochu, neboť ho zaujala skutečnost, že lodě připlouvající do New Yorku musely proplouvat kolem něj. S potěšením zjistil, že ostrov je ve vlastnictví vlády Spojených států - v roce 1800 jej postoupil zákonodárný sbor státu New York na obranu přístavu. Byla to tedy, jak napsal v dopise Laboulayovi, „půda společná všem státům“. Kromě setkání s mnoha vlivnými Newyorčany navštívil Bartholdi také prezidenta Ulyssese S. Granta, který ho ujistil, že získat místo pro sochu nebude obtížné. Bartholdi dvakrát přejel Spojené státy po železnici a setkal se s mnoha Američany, o nichž se domníval, že budou projektu nakloněni. I nadále se však obával, že veřejné mínění na obou stranách Atlantiku návrh dostatečně nepodporuje, a proto se s Laboulayem rozhodli s veřejnou kampaní počkat.
Bartholdi vytvořil první model svého konceptu v roce 1870. Syn Bartholdiho přítele, americký umělec John LaFarge, později tvrdil, že Bartholdi vytvořil první skici sochy během své návštěvy USA v La Fargeově ateliéru na Rhode Islandu. Po návratu do Francie Bartholdi pokračoval v rozvíjení konceptu. Pracoval také na řadě soch, které měly posílit francouzské vlastenectví po porážce od Prusů. Jednou z nich byl Lev z Belfortu, monumentální socha vytesaná do pískovce pod pevností Belfort, která za války odolávala pruskému obléhání více než tři měsíce. Vzdorující lev, dlouhý 73 stop (22 m) a vysoký o polovinu více, vykazuje emocionální kvality charakteristické pro romantismus, které Bartholdi později přenesl i na sochu Svobody.

### Design, styl a symbolika

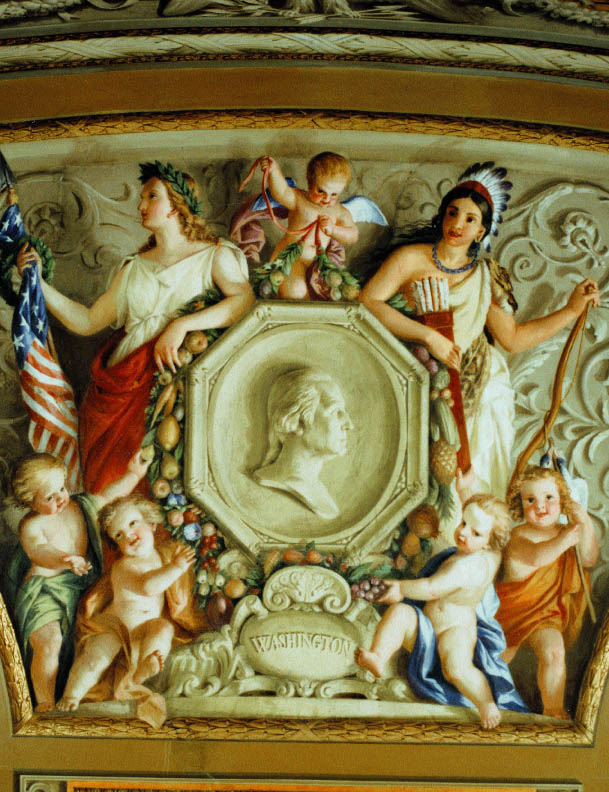
Detail fresky z let 1855–56 od Constantina Brumidiho v Kapitolu Spojených států ve Washingtonu, D.C., zobrazující dva rané symboly Ameriky: Columbii (vlevo) a indiánskou princeznu

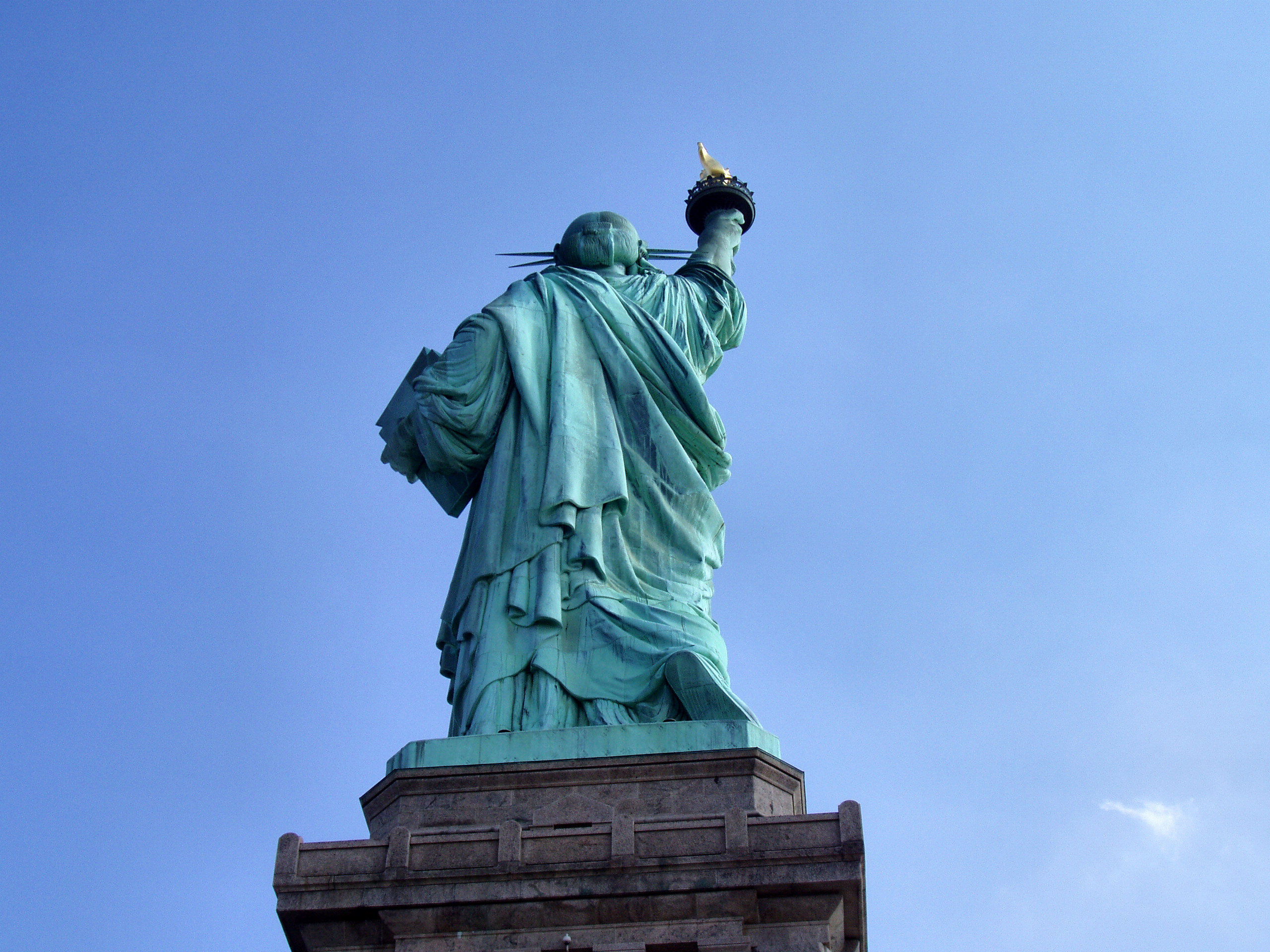
Svoboda je zobrazena se zdviženou pravou nohou, což ukazuje, že kráčí vpřed přes přetržené okovy a řetěz

Bartholdi a Laboulaye zvažovali, jak nejlépe vyjádřit myšlenku americké svobody. V raných amerických dějinách se jako kulturní symboly národa často používaly dvě ženské postavy. Jeden z těchto symbolů, personifikovaná Columbia, byla považována za ztělesnění Spojených států podobně, jako byla Britannia ztotožňována se Spojeným královstvím a Marianne začala reprezentovat Francii. Columbia nahradila tradiční evropskou personifikaci Ameriky v podobě indiánské princezny, která byla považována za necivilizovanou a urážlivou vůči Američanům. Další významnou ženskou ikonou v americké kultuře bylo zobrazení Svobody, odvozené od Libertas, bohyně svobody hojně uctívané ve starém Římě, zejména mezi osvobozenými otroky. Postava Liberty zdobila většinu amerických mincí té doby a její vyobrazení se objevovala v populárním i občanském umění, včetně sochy Svobody od Thomase Crawforda (1863) na kopuli budovy Kapitolu Spojených států.
Design sochy evokuje ikonografii patrnou v dávné historii, včetně egyptské bohyně Isis, stejnojmenného starořeckého božstva, římské Hekaté a křesťanské ikonografie Panny Marie.

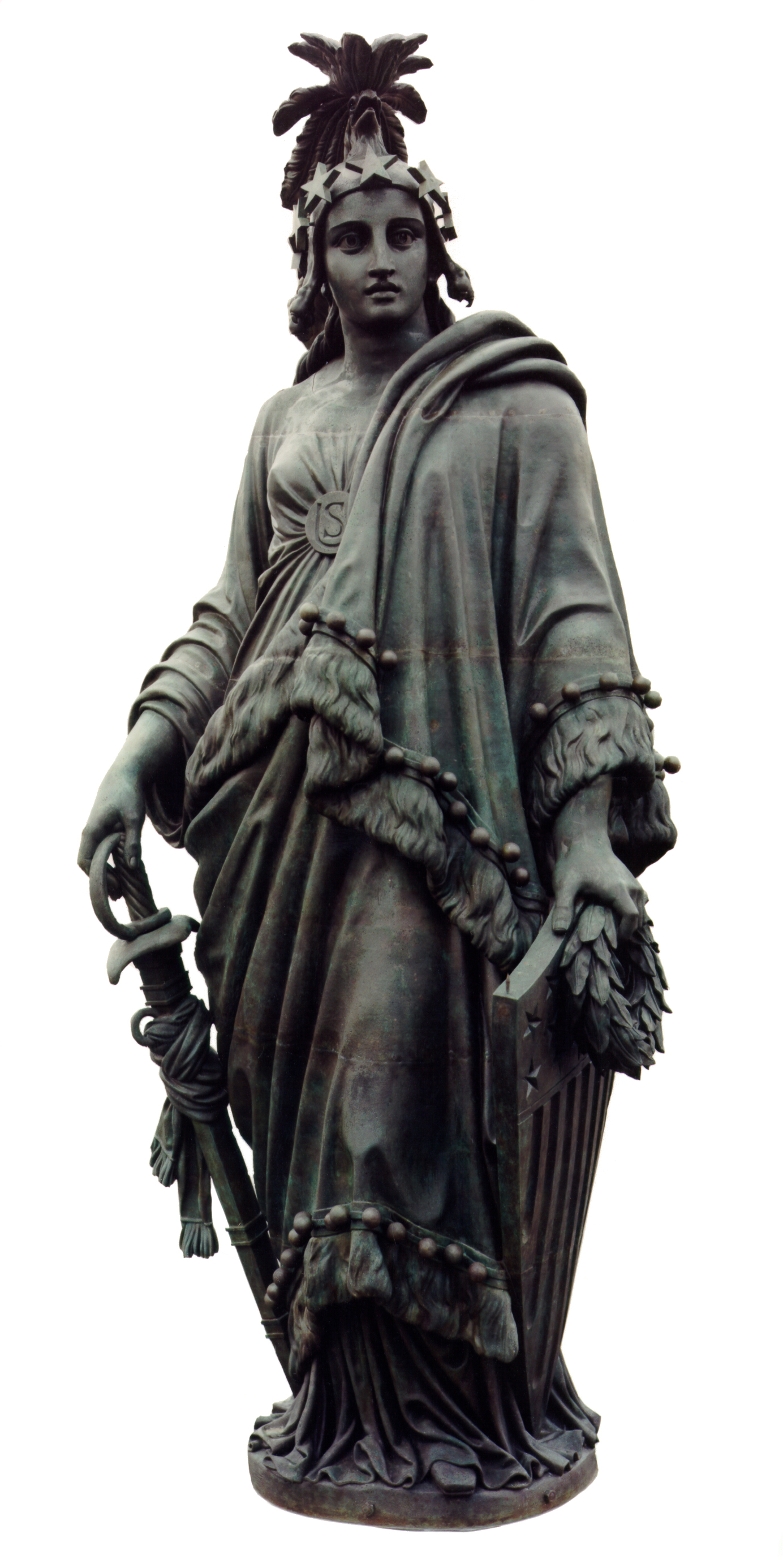
Socha Svobody od Thomase Crawforda (1854–1857) je na vrcholu kopule Kapitolu Spojených států amerických v Washingtonu, D.C.

Umělci 18. a 19. století, kteří se snažili evokovat republikánské ideály, běžně používali zobrazení Libertas jako alegorický symbol. Postava Liberty byla zobrazena také na Velké francouzské pečeti. Bartholdi a Laboulaye se však vyhnuli zobrazení revoluční svobody, jakou znázornil Eugène Delacroix na svém slavném obraze Svoboda vede lid (1830). Na tomto obraze, který připomíná červencovou revoluci ve Francii, vede napůl oblečená Svoboda ozbrojený dav přes těla padlých. Laboulaye neměl pro revoluci pochopení, a tak by Bartholdiho postava měla být plně oděna do splývavého roucha. Namísto dojmu násilí, kterým působí Delacroixovo dílo, chtěl Bartholdi dodat soše mírumilovný vzhled a vybral pro postavu pochodeň, která představuje pokrok.
Crawfordova socha byla navržena na počátku 50. let 19. století. Původně měla být korunována pileem, čepicí, kterou dostávali osvobození otroci ve starém Římě. Ministr války Jefferson Davis, Jižan, který později zastával funkci prezidenta Konfederovaných států amerických, se obával, že pileus bude chápán jako abolicionistický symbol. Nařídil, aby byl změněn na přilbu. Delacroixova postava má pileus a Bartholdi zpočátku uvažoval, že ho umístí i na svou postavu. Místo toho použil na její hlavu diadém neboli korunu. Tím se vyhnul odkazu na Mariannu, která pileus nosí vždy. Sedm paprsků tvoří svatozář nebo aureolu. Evokují slunce, sedm moří a sedm kontinentů a vedle pochodně představují další prostředek, jímž Svoboda osvěcuje svět.
Všechny Bartholdiho rané modely měly podobnou koncepci: ženská postava v neoklasicistním stylu představuje svobodu, má na sobě stola a pella (šaty a plášť, běžné při zobrazování římských bohyň) a drží vztyčenou pochodeň. Podle populárních zpráv byla tvář vymodelována podle Charlotty Beysser Bartholdiové, sochařovy matky, ale Regis Huber, kurátor Bartholdiho muzea, se nechal slyšet, že tato, stejně jako další podobné spekulace, se nezakládají na pravdě. Navrhl postavu s výraznou, nekomplikovanou siluetou, která by se dobře vyjímala v dramatickém umístění v přístavu a umožnila cestujícím na lodích vplouvajících do newyorského zálivu zažít měnící se pohled na sochu, jak se blíží k Manhattanu. Dal jí odvážné klasické kontury a použil zjednodušenou modelaci, která odrážela obrovské měřítko projektu a jeho slavnostní účel. Bartholdi o své technice napsal:
„Plochy měly být široké a jednoduché, vymezené odvážným a jasným designem, zdůrazněným na důležitých místech. Je třeba se obávat zvětšování detailů nebo jejich mnohosti. Přeháněním forem, aby byly lépe viditelné, nebo jejich obohacováním o detaily bychom zničili proporce díla. Konečně by model, stejně jako návrh, měl mít shrnující charakter, jaký bychom dali rychlému náčrtu. Jen je nutné, aby tento charakter byl výsledkem vůle a studia a aby umělec, soustřeďující své znalosti, našel formu a linii v její největší jednoduchosti.“
Bartholdi v průběhu vývoje projektu provedl změny v návrhu. Bartholdi zvažoval, že by Svoboda držela přetržený řetěz, ale rozhodl se, že by to v době po občanské válce působilo příliš rozporuplně. A tak socha ve své finální podobě přetržený řetěz, napůl zakrytý rouchem, pouze překračuje. Bartholdi si zpočátku nebyl jistý, co umístit do levé ruky Svobody; rozhodl se pro tabula ansata, která má evokovat pojem práva. Ačkoli Bartholdi velmi obdivoval Ústavu Spojených států, rozhodl se na tabulku vepsat JULY IV MDCCLXXVI, čímž spojil datum vyhlášení nezávislosti země s pojmem svobody.
Bartholdi do projektu zapojil svého přítele a mentora, architekta Eugèna Viollet-le-Duca. Viollet-le-Duc jako hlavní inženýr navrhl uvnitř sochy cihlový pilíř, k němuž by byl ukotven plášť. Po konzultacích se slévárnou kovů Gaget, Gauthier & Co. vybral Viollet-le-Duc jakožto kov, který bude použit na plášť, měděné plechy a metodu jejich tvarování, repoussé, při níž se plechy zahřívaly a pak se do nich bušilo dřevěnými kladívky. Výhodou této volby bylo, že celá socha je vzhledem ke svému objemu lehká, protože měď musí být silná pouze 0,094 palce (2,4 mm). Bartholdi se rozhodl, že výška sochy bude něco přes 46 m (151 stop), což je dvojnásobek výšky italské sochy Sancarlone a německé sochy Arminia, které byly zhotoveny stejnou metodou.

### Ohlášení stavby a počáteční práce
V roce 1875 se Francie těšila lepší politické stabilitě a zotavující se poválečné ekonomice. Rostoucí zájem o nadcházející Světovou výstavu ve Filadelfii vedl Laboulaye k rozhodnutí, že je čas hledat veřejnou podporu. V září 1875 oznámil projekt a založení Francouzsko-americké unie, která měla shromažďovat finanční prostředky. Spolu s tímto oznámením dostala socha i jméno: „Liberty Enlightening the World“ (Svoboda osvěcuje svět). Francouzi měli sochu financovat, Američané měli zaplatit podstavec. Oznámení vyvolalo ve Francii vcelku příznivou reakci, i když mnozí Francouzi měli Spojeným státům za zlé, že jim nepřišly na pomoc během války s Pruskem. Francouzští monarchisté byli proti soše, už jen proto, že ji navrhl liberál Laboulaye, který byl nedávno zvolen doživotním senátorem. Laboulaye uspořádal akce, které měly oslovit bohaté a mocné, včetně zvláštního představení v pařížské opeře 25. dubna 1876, na němž zazněla nová kantáta skladatele Charlese Gounoda. Skladba nesla název La Liberté éclairant le monde, což byla francouzská verze ohlášeného názvu sochy.

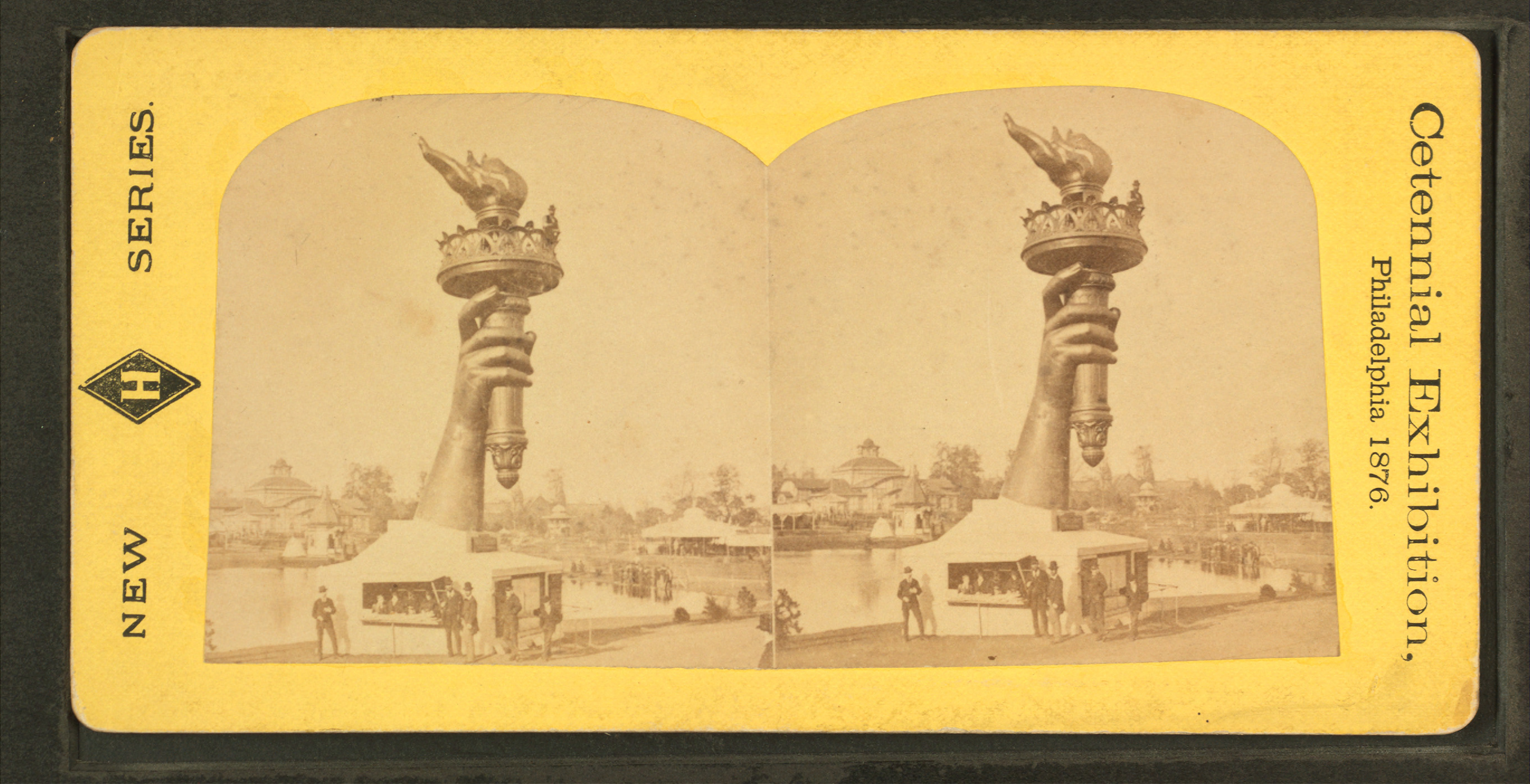
Stereoskopický obraz pravé ruky a pochodně sochy Svobody, Světová výstava 1876

Unie se zpočátku zaměřovala na elity, ale nakonec se jí podařilo získat finanční prostředky od celé francouzské společnosti. Přispívali školáci i běžní občané a také 181 francouzských obcí. Výzvu podpořili Laboulayovi političtí spojenci, stejně jako potomci francouzského kontingentu v americké revoluční válce. Méně idealistické příspěvky přicházely od těch, kteří doufali v americkou podporu při francouzském pokusu o vybudování Panamského průplavu. Měď mohla pocházet z více zdrojů a část z ní údajně pocházela z dolu ve Visnes v Norsku, ačkoli to po testování vzorků nebylo jednoznačně určeno. Podle Cary Sutherlandové v její knize o soše pro Muzeum města New York bylo na stavbu sochy potřeba 200 000 liber (91 000 kg) a francouzský měděný průmyslník Eugène Secrétan daroval 128 000 liber (58 000 kg) mědi.
Přestože plány na sochu nebyly dokončeny, Bartholdi pokračoval ve výrobě pravé ruky, která nese pochodeň, a hlavy. Práce byly zahájeny v dílně Gaget, Gauthier & Co. V květnu 1876 Bartholdi odcestoval do Spojených států jako člen francouzské delegace na Světovou výstavu a zařídil, aby byl v New Yorku v rámci oslav stého výročí vystaven velký obraz sochy. Rameno dorazilo do Filadelfie až v srpnu; kvůli pozdnímu příjezdu nebylo uvedeno v katalogu výstavy, a zatímco některé zprávy dílo správně identifikovaly, jiné ho nazývaly „Kolosální rameno“ nebo B„artholdiho elektrické světlo“. Na výstavišti byla řada monumentálních uměleckých děl, která se ucházela o zájem návštěvníků veletrhu, včetně nadrozměrné fontány navržené Bartholdim. Přesto se rameno ukázalo jako populární i v posledních dnech výstavy a návštěvníci vystupovali na balkon pochodně, aby si prohlédli výstaviště. Po skončení výstavy byla paže převezena do New Yorku, kde byla několik let vystavena v Madison Square Parku, než byla vrácena do Francie a připojena ke zbytku sochy.
Během své druhé cesty do Spojených států Bartholdi promluvil o projektu k řadě skupin a vyzval k vytvoření amerických výborů Francouzsko-americké unie. V New Yorku, Bostonu a Filadelfii vznikly výbory, které měly shromáždit peníze na zaplacení základů a podstavce. Newyorská skupina nakonec převzala většinu odpovědnosti za shromažďování amerických prostředků a často se o ní hovoří jako o „americkém výboru“. Jedním z jeho členů byl devatenáctiletý Theodore Roosevelt, budoucí guvernér New Yorku a prezident Spojených států. Dne 3. března 1877, v poslední celý den svého působení v úřadu, podepsal prezident Grant společnou rezoluci, která ho zmocňovala k přijetí sochy, až ji Francie předloží, a k výběru místa pro její umístění. Prezident Rutherford B. Hayes, který se ujal úřadu následujícího dne, vybral místo na Bedloe's Island, které navrhl Bartholdi.

### Konstrukce ve Francii

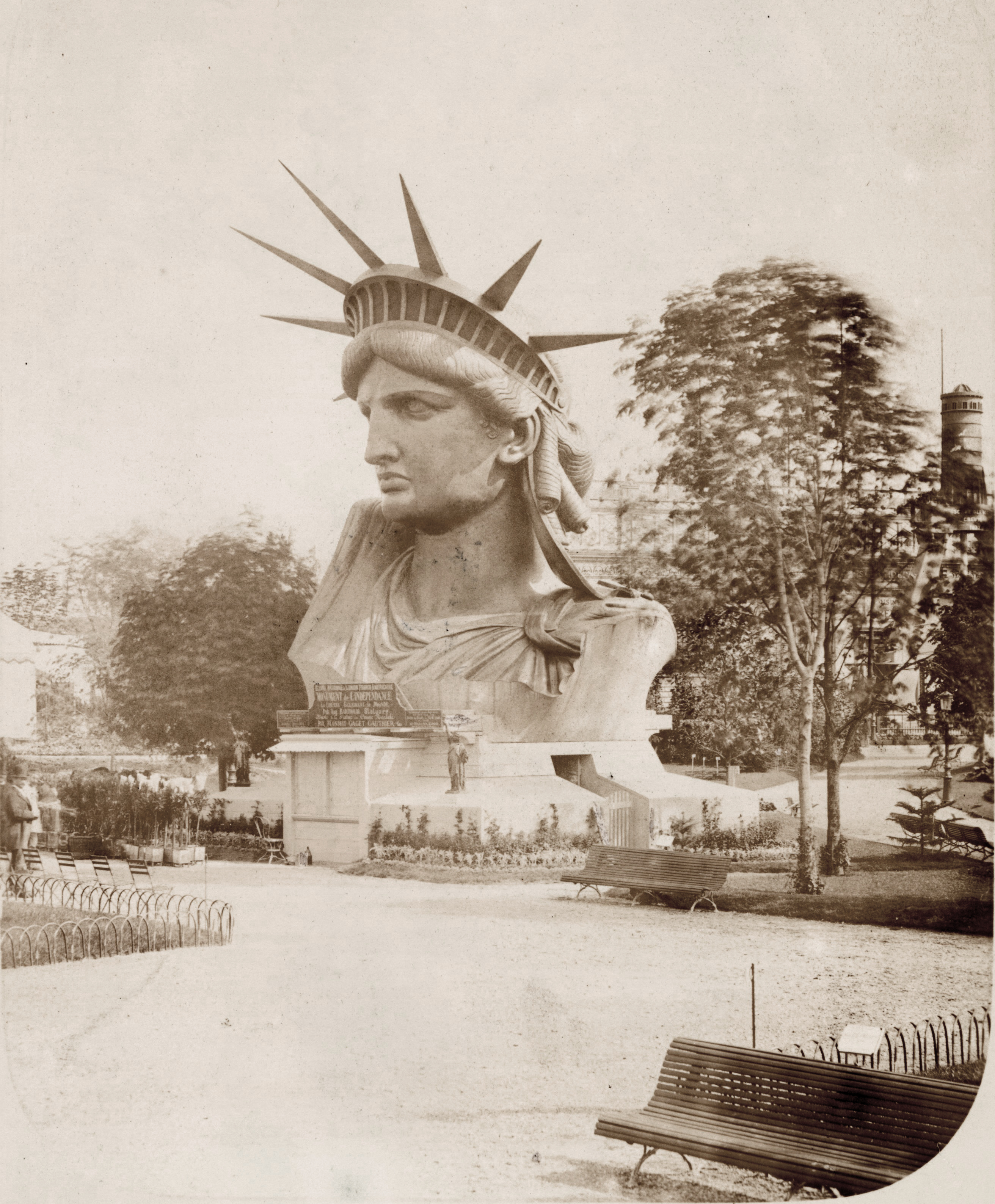
Hlava sochy vystavená na Světové výstavě v Paříži, 1878

Po návratu do Paříže v roce 1877 se Bartholdi soustředil na dokončení hlavy, která byla vystavena na Světové výstavě v Paříži v roce 1878. Pokračovalo shánění finančních prostředků a modely sochy byly dány do prodeje. Nabízely se také vstupenky na prohlídku stavební činnosti v dílně Gaget, Gauthier & Co. Francouzská vláda povolila loterii; mezi cenami byl cenný stříbrný talíř a terakotový model sochy. Do konce roku 1879 se vybralo přibližně 250 000 franků.
Na zhotovení hlavy a paže se podílel Viollet-le-Duc, který v roce 1879 onemocněl. Brzy zemřel a nezanechal po sobě žádný náznak toho, jak hodlal přejít od měděného pláště k jím navrhovanému zděnému pilíři. V následujícím roce se Bartholdimu podařilo získat služby novátorského konstruktéra a stavitele Gustava Eiffela. Eiffel a jeho stavební inženýr Maurice Koechlin se rozhodli upustit od pilíře a místo něj postavit železnou příhradovou věž. Eiffel se rozhodl nepoužít zcela tuhou konstrukci, která by nutila kumulaci napětí v plášti a nakonec by vedla k praskání. Ke středovému pylonu pak připevnil sekundární kostru, aby umožnil soše mírný pohyb ve větru newyorského přístavu a aby se kov v horkých letních dnech rozpínal, volně spojil nosnou konstrukci s pláštěm pomocí plochých železných tyčí, které vyvrcholily sítí kovových pásků, známých jako „sedla“, jež byly přinýtovány k plášti a poskytovaly pevnou oporu. Každé sedlo muselo být vyrobeno individuálně, což bylo velmi pracné. Aby se zabránilo galvanické korozi mezi měděným pláštěm a železnou nosnou konstrukcí, izoloval Eiffel plášť prostřednictvím azbestem napuštěného šelaku.
Eiffelova konstrukce učinila ze sochy jeden z prvních příkladů konstrukce zavěšených stěn, kdy vnější část konstrukce není nosná, ale je podepřena vnitřním rámem. Aby návštěvníkům usnadnil přístup k vyhlídkovému místu v koruně, zahrnul do interiéru dvě točitá schodiště. Přístup na vyhlídkovou plošinu kolem pochodně byl také zajištěn, ale úzkost ramene umožňovala pouze jediný žebřík o délce 40 stop (12 m).  Jak pylonová věž vznikala, Eiffel a Bartholdi pečlivě koordinovali svou práci tak, aby dokončené segmenty pláště přesně pasovaly na nosnou konstrukci. Součásti pylonové věže byly vyrobeny v Eiffelově továrně na nedalekém pařížském předměstí Levallois-Perret.
Změna konstrukčního materiálu ze zdiva na železo umožnila Bartholdimu změnit plány na sestavení sochy. Původně počítal s tím, že kůži bude montovat na místě, kde se stavělo zděné molo; místo toho se rozhodl sochu postavit ve Francii a nechat ji rozebrat a převézt do Spojených států, kde bude znovu smontována na místě na Bedloe's Island.
Symbolicky první nýt umístěný do pláště, který upevňoval měděnou destičku na palec sochy, vrazil velvyslanec Spojených států ve Francii Levi P. Morton.  Plášť však nebyl zhotovován v přesném pořadí od nejnižšího k nejvyššímu bodu; práce probíhaly na několika segmentech současně, což bylo pro návštěvníky často matoucí. Některé práce prováděli dodavatelé - jeden z prstů byl vyroben podle Bartholdiho náročných specifikací měditepcem v jihofrancouzském městě Montauban. V roce 1882 byla socha dokončena až po pás, což Barthodi oslavil pozváním novinářů na oběd na plošině postavené uvnitř sochy. Laboulaye zemřel v roce 1883. Ve funkci předsedy francouzského výboru ho vystřídal Ferdinand de Lesseps, stavitel Suezského průplavu. Dokončená socha byla slavnostně předána velvyslanci Mortonovi na ceremoniálu v Paříži 4. července 1884 a de Lesseps oznámil, že francouzská vláda souhlasila s tím, že zaplatí její přepravu do New Yorku. Socha zůstala nedotčená v Paříži, dokud se dostatečně nepokročilo s přípravou podstavce; v lednu 1885 se tak stalo a socha byla rozebrána a zabalena do beden pro zaoceánskou plavbu.

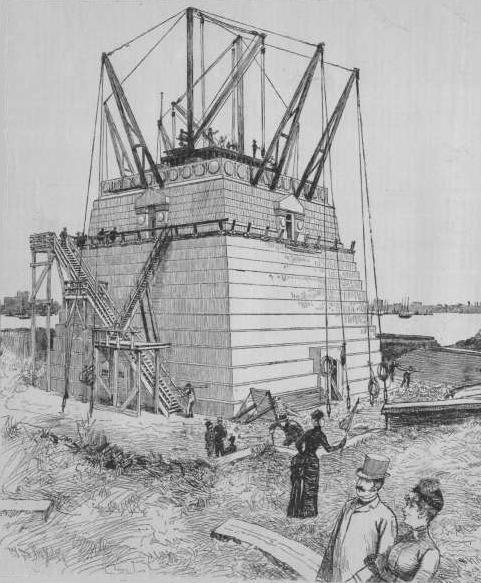
Podstavec Richarda Morrise Hunta ve výstavbě v červnu 1885

Výbory ve Spojených státech se potýkaly s velkými obtížemi při získávání finančních prostředků na stavbu podstavce. Krach na vídeňské burze v roce 1873 vedl k hospodářské krizi, která přetrvávala po většinu desetiletí. Projekt sochy Svobody nebyl jediným podobným podnikem, který měl potíže se sháněním peněz: stavba obelisku později známého jako Washingtonův monument se někdy zasekla na několik let; nakonec trvalo více než tři a půl desetiletí, než byl dokončen. Kritika se snesla jak na Bartholdiho sochu, tak na skutečnost, že Američané museli za dar zaplatit účet za podstavec. V letech po občanské válce dávala většina Američanů přednost realistickým uměleckým dílům zobrazujícím hrdiny a události z historie národa před alegorickými díly, jako byla socha Svobody. Existoval také pocit, že Američané by měli navrhovat americká veřejná díla - výběr Constantina Brumidiho narozeného v Itálii pro výzdobu Kapitolu vyvolal silnou kritiku, přestože byl naturalizovaným americkým občanem. Týdeník Harper's Weekly vyjádřil přání, aby „M. Bartholdi a naši francouzští bratranci ‚šli na celou figuru‘, když už se do toho pustili, a dali nám sochu a podstavec najednou". Noviny New York Times konstatovaly, „že žádný opravdový vlastenec nemůže za současného stavu našich financí počítat s takovými výdaji na bronzové ženy“. Tváří v tvář této kritice americké výbory několik let nepodnikaly žádné kroky.

#### Design

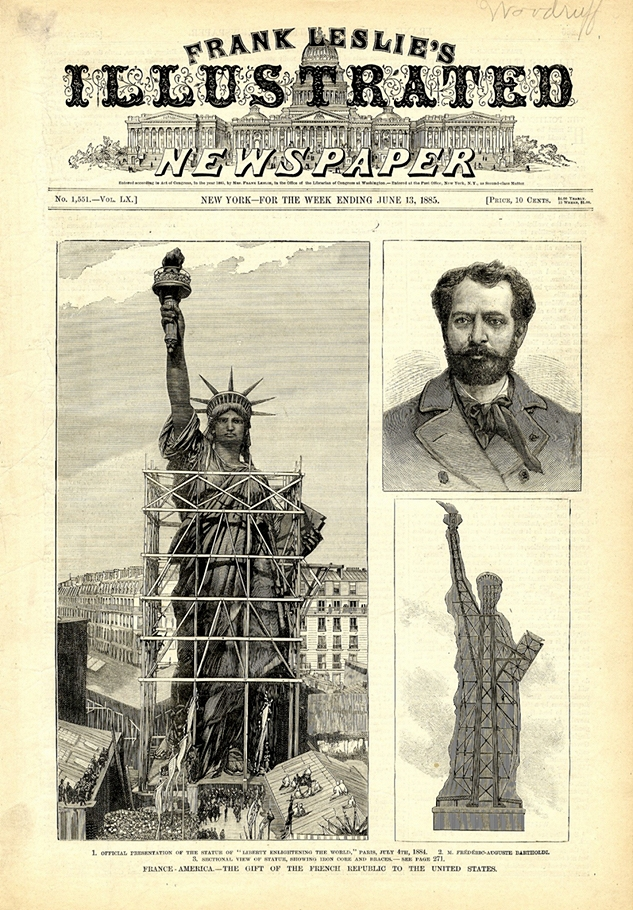
Frank Leslie's Illustrated Newspaper, červen 1885, zobrazující (zleva ve směru hodinových ručiček) dřevoryty dokončené sochy v Paříži, Bartholdiho a vnitřní strukturu sochy.

Základ Bartholdiho sochy měl být položen v pevnosti Fort Wood, nepoužívané vojenské základně na ostrově Bedloe's, která byla postavena v letech 1807 až 1811. Od roku 1823 se používala jen zřídka, ačkoli během občanské války sloužila jako náborová stanice. Opevnění stavby mělo tvar jedenácticípé hvězdy. Základy a podstavec sochy byly zarovnány tak, aby směřovaly na jihovýchod a vítaly lodě vplouvající do přístavu od Atlantského oceánu. v roce 1881 newyorský výbor pověřil Richarda Morrise Hunta, aby navrhl podstavec. Během několika měsíců Hunt předložil podrobný plán a uvedl, že předpokládá, že stavba potrvá asi devět měsíců. Navrhl podstavec o výšce 114 stop (35 m); vzhledem k problémům s penězi jej výbor snížil na 89 stop (27 m).
Huntův návrh podstavce obsahuje prvky klasické architektury, včetně dórských portálů, a také některé prvky ovlivněné aztéckou architekturou. Velká hmota je členěna architektonickými detaily, aby se pozornost soustředila na sochu. Tvarově se jedná o seříznutou pyramidu, která má u základny čtverec o straně 62 stop (19 m) a na vrcholu 39,4 stopy (12,0 m). Čtyři strany jsou vzhledově stejné. Nad dveřmi na každé straně je deset disků, na které Bartholdi navrhoval umístit erby států (v letech 1876–1889 existovalo 38 států USA), což se však nestalo. Nad tím byl na každé straně umístěn balkon, orámovaný sloupy. V blízkosti vrcholu podstavce umístil Bartholdi vyhlídkovou plošinu, nad kterou se zvedá samotná socha. Podle autora Louise Auchinclosse podstavec „křečovitě evokuje moc starověké Evropy, nad níž se tyčí dominantní postava sochy Svobody“. Výbor najal bývalého armádního generála Charlese Pomeroye Stonea, aby dohlížel na stavební práce. Stavba základů v hloubce 15 stop (4,6 m) začala v roce 1883 a základní kámen podstavce byl položen v roce 1884. Podle původní Huntovy koncepce měl být podstavec zhotoven z masivní žuly. Z finančních důvodů musel své plány opět přepracovat; konečný návrh počítal s betonovými stěnami o tloušťce až 6,1 m obloženými žulovými kvádry. Tato žula Stony Creek pocházela z lomu Beattie v Branfordu ve státě Connecticut.
Konstrukční rámec sochy Svobody navrhl norský stavební inženýr, přistěhovalec Joachim Goschen Giæver. Jeho práce zahrnovala konstrukční výpočty, podrobné výrobní a konstrukční výkresy a dohled nad stavbou. Giæver při dokončování konstrukce rámu sochy vycházel z výkresů a náčrtů, které vytvořil Gustave Eiffel.

### Získávání financí
Finanční sbírka na podstavec začala v USA v roce 1882. Výbor uspořádal velké množství akcí na získání peněz. V rámci jedné z nich, dražby uměleckých děl a rukopisů, byla básnířka Emma Lazarusová požádána, aby věnovala originální dílo. Zpočátku odmítla s tím, že nemůže napsat báseň o soše. V té době se také angažovala v pomoci uprchlíkům do New Yorku, kteří utekli před antisemitskými pogromy ve východní Evropě. Tito uprchlíci byli nuceni žít v podmínkách, které bohatá Lazara nikdy nezažila. V soše viděla způsob, jak vyjádřit svou empatii k těmto uprchlíkům. Vznikl tak sonet Nový kolos, který obsahuje verše: „Dejte mi své unavené, své chudé, své schoulené masy, které touží po svobodě.“, je v americké kultuře jedinečně ztotožněn se sochou Svobody a je vyryt na pamětní desce v jejím muzeu.
I přes tyto snahy se shromažďování finančních prostředků zpožďovalo. Grover Cleveland, guvernér státu New York, v roce 1884 vetoval zákon, který měl na projekt sochy poskytnout 50 000 dolarů. V následujícím roce ztroskotal i pokus, aby Kongres poskytl 100 000 dolarů, které by stačily na dokončení projektu. Newyorský výbor, který měl v bance pouze 3 000 dolarů, práce na podstavci pozastavil. Vzhledem k tomu, že projekt byl ohrožen, nabídly skupiny z jiných amerických měst, včetně Bostonu a Filadelfie, že zaplatí veškeré náklady na postavení sochy výměnou za její přemístění.
Joseph Pulitzer, vydavatel newyorských novin New York World, vyhlásil sbírku na získání 100 000 dolarů - ekvivalent dnešních 2,3 milionu dolarů. Pulitzer se zavázal, že otiskne jméno každého přispěvatele bez ohledu na výši darované částky. Akce zaujala obyvatele New Yorku, zejména když Pulitzer začal zveřejňovat vzkazy, které od přispěvatelů dostával. „Mladá dívka osamělá na světě“ přispěla „60 centy, výsledkem sebezapření“. Jeden z dárců věnoval „pět centů jako almužnu chudého úředníka na Fond podstavce“. Skupina dětí poslala dolar jako „peníze, které jsme si našetřili, abychom mohli jet do cirkusu“. Další dolar věnovala „osamělá a velmi stará žena“. Obyvatelé domova pro alkoholiky v konkurenčním newyorském Brooklynu – města se spojí až v roce 1898 – darovali 15 dolarů; další pijáci pomáhali prostřednictvím sbírek v barech a saloonech. Třída mateřské školy v Davenportu ve státě Iowa poslala časopisu World dar ve výši 1,35 dolaru. Když se dary začaly hrnout, výbor pokračoval v práci na podstavci.

#### Konstrukce
Dne 17. června 1885 připlul do New Yorku francouzský parník Isère s bednami s rozebranou sochou na palubě. Newyorčané projevili své nově nabyté nadšení pro sochu. Dvě stě tisíc lidí lemovalo přístaviště a stovky lodí vypluly na moře, aby loď přivítaly. Po pěti měsících každodenních výzev k přispění na fond sochy oznámil 11. srpna 1885 deník World, že od 120 000 dárců bylo vybráno 102 000 dolarů a že 80 % z celkové částky bylo získáno v částkách nižších než jeden dolar (v přepočtu 29 dolarů v roce 2020).
I přes úspěch sbírky byl podstavec dokončen až v dubnu 1886. Ihned poté začala opětovná montáž sochy. Eiffelova železná kostra byla ukotvena k ocelovým I-nosníkům v betonovém podstavci a smontována. Jakmile se tak stalo, byly pečlivě připevněny části pláště. Vzhledem k šířce podstavce nebylo možné postavit lešení a dělníci při instalaci částí pláště viseli na lanech. Bartholdi plánoval umístit na balkon pochodně reflektory, které by ji osvětlovaly; týden před posvěcením armádní inženýrský sbor tento návrh vetoval, protože se obával, že by piloti lodí proplouvající kolem sochy byli oslepeni. Místo toho Bartholdi vyřízl do pochodně – která byla potažena zlatým plátkem - průzory a umístil do nich světla. Na ostrově byla instalována elektrárna, která sloužila k osvětlení pochodně a k dalším elektrickým potřebám. Po dokončení kůže dohlížel krajinářský architekt Frederick Law Olmsted, spolutvůrce manhattanského Central Parku a brooklynského Prospect Parku, na vyčištění Bedloeova ostrova v očekávání jeho posvěcení. Generál Charles Stone v den posvěcení prohlásil, že při stavbě sochy nezemřel žádný člověk. To však nebyla pravda, protože Francis Longo, devětatřicetiletý italský dělník, zahynul, když na něj spadla stará zeď.

### Slavnostní posvěcení

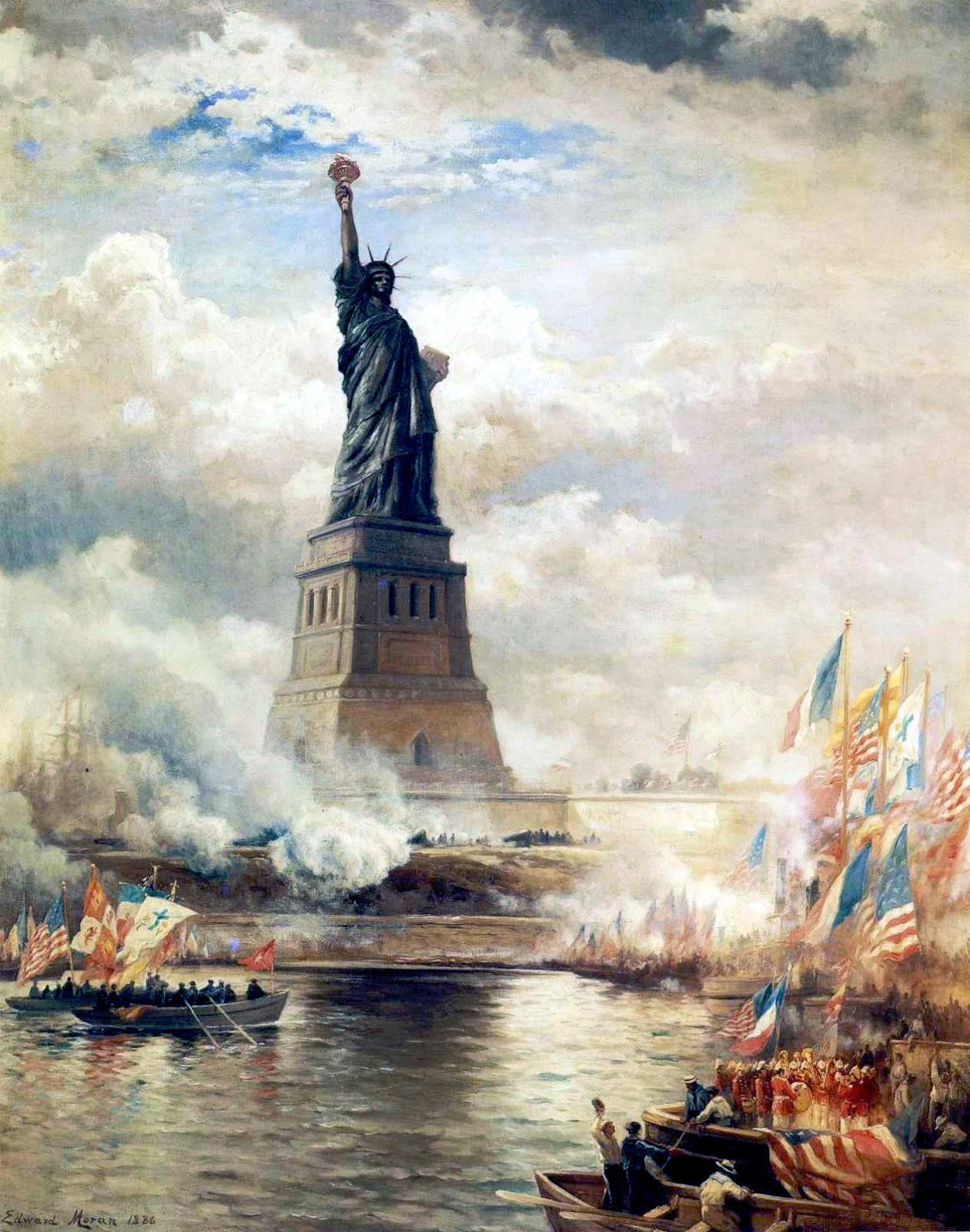
Odhalení sochy Svobody osvěcující svět (1886) od Edwarda Morana. Olej na plátně. Sbírka J. Clarence Daviese, Muzeum města New York.

Slavnostní posvěcení se konalo 28. října 1886 odpoledne. Předsedal mu prezident Grover Cleveland. Ráno v den posvěcení se v New Yorku konal průvod; odhady počtu lidí, kteří jej sledovali, se pohybovaly od několika set tisíc až po milion. Prezident Cleveland stál v čele průvodu, poté se postavil na přehlídkovou tribunu a sledoval kapely a pochodující z celé Ameriky. Generál Stone byl velkým maršálem průvodu. Trasa průvodu začínala na Madison Square, kde se kdysi šikovala armáda, a pokračovala k Battery na jižním cípu Manhattanu po Páté avenue a Broadwayi, s malou oklikou, aby průvod mohl projít před budovou World na Park Row. Když průvod procházel kolem newyorské burzy, obchodníci házeli z oken pásky, čímž začala newyorská tradice průvodu s páskami.
Námořní průvod začal ve 12:45 a prezident Cleveland se nalodil na jachtu, která ho převezla přes přístav na Bedloe's Island, kde se konalo slavnostní posvěcení. První projev pronesl jménem francouzského výboru de Lesseps a po něm předseda newyorského výboru, senátor William M. Evarts. Na závěr Evartsova projevu měla být spuštěna francouzská vlajka, která byla zavěšena přes obličej sochy, aby byla socha odhalena, ale Bartholdi si spletl pauzu se závěrem a nechal vlajku předčasně klesnout. Následný jásot ukončil Evartsův projev. Poté promluvil prezident Cleveland, který prohlásil, že „proud světla sochy bude pronikat temnotou nevědomosti a lidského útlaku, dokud Svoboda neosvítí svět“. Bartholdi, pozorovaný poblíž pódia, byl vyzván, aby promluvil, ale odmítl. Řečník Chauncey M. Depew zakončil projev dlouhým proslovem.
Během obřadu, který byl vyhrazen výhradně pro hodnostáře, nesměli na ostrov vstoupit žádní lidé z řad veřejnosti. Jediné osoby, kterým byl povolen přístup, byly Bartholdiho manželka a de Lessepsova vnučka; úředníci uvedli, že se obávají, aby se ženy v tlačenici lidí nezranily. Toto omezení urazilo sufražistky z oblasti, které si pronajaly loď a dostaly se co nejblíže k ostrovu. Jejich vůdci pronesli projevy, v nichž tleskali ztělesnění Svobody jako ženy a obhajovali volební právo žen. Plánovaný ohňostroj byl kvůli špatnému počasí odložen na 1. listopadu.
Krátce po posvěcení navrhly afroamerické noviny The Cleveland Gazette, aby pochodeň sochy nebyla zapálena, dokud se Spojené státy nestanou svobodným národem i „ve skutečnosti“:
„Svoboda osvěcuje svět“, vskutku! Z toho výrazu se nám dělá špatně. Tato vláda je kvílející fraška. Nedokáže nebo spíše nechrání své občany uvnitř vlastních hranic. Strčte Bartholdiho sochu s pochodní do oceánu, dokud „svoboda“ této země nebude taková, aby umožnila neškodnému a pracovitému barevnému muži vydělat si na slušné živobytí pro sebe a svou rodinu, aniž by byl ku-kluxován, možná zavražděn, jeho dcera a žena pobouřeny a jeho majetek zničen. Představa, že „svoboda“ této země „osvítí svět“, nebo dokonce Patagonii, je krajně směšná.

## Po posvěcení

### Rada pro správu majáků a ministerstvo války (1886–1933)

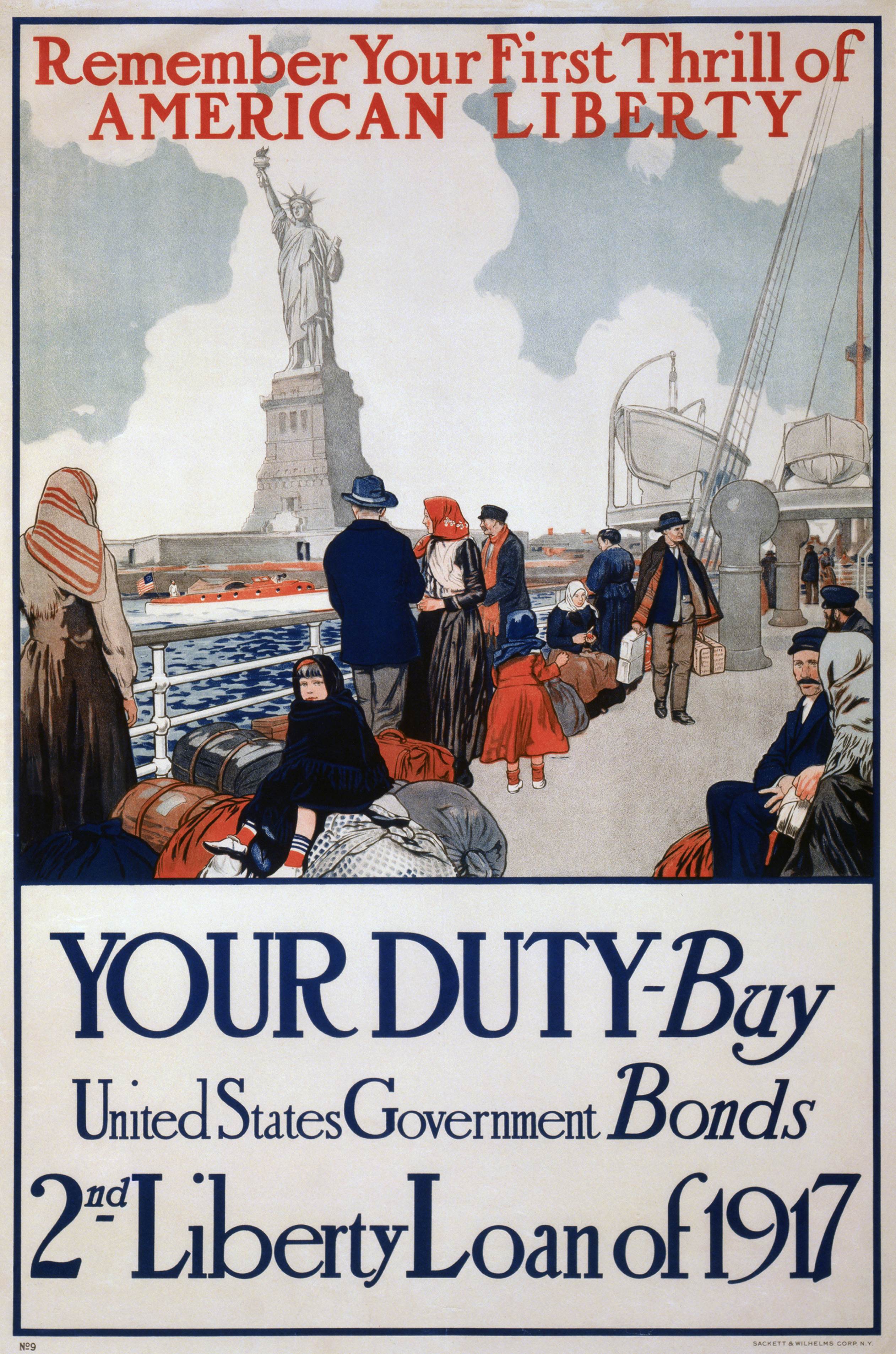
Vládní plakát se sochou Svobody k propagaci prodeje dluhopisů Liberty Bond

Když se večer v den posvěcení sochy rozsvítila pochodeň, vydávala jen slabý záblesk, sotva viditelný z Manhattanu. Deník The World ji charakterizoval jako „spíše světélko než maják“. Bartholdi navrhl sochu pozlatit, aby se zvýšila její schopnost odrážet světlo, ale to se ukázalo jako příliš nákladné. V roce 1887 převzala sochu Svobody Rada pro správu majáků Spojených států amerických a zavázala se instalovat zařízení, které by účinek pochodně zvýšilo; navzdory jejímu úsilí zůstávala socha v noci prakticky neviditelná. Když se Bartholdi v roce 1893 vrátil do Spojených států, předložil další návrhy, které se však ukázaly jako neúčinné. Úspěšně se však zasadil o zlepšení osvětlení uvnitř sochy, které by návštěvníkům umožnilo lépe ocenit Eiffelův návrh. V roce 1901 prezident Theodore Roosevelt, někdejší člen newyorského výboru, nařídil převést sochu na ministerstvo války, protože se ukázalo, že jako maják je zbytečná. Do roku 1923 byla na Bedloe's Islandu umístěna jednotka armádního signálního sboru, poté zde zůstala vojenská policie, dokud byl ostrov pod vojenskou jurisdikcí.
Války a další otřesy v Evropě podnítily koncem 19. a počátkem 20. století rozsáhlou emigraci do Spojených států; mnozí z nich přišli přes New York a sochu vnímali nikoli jako symbol osvícení, jak zamýšlel Bartholdi, ale jako znamení vítání v novém domově. Asociace s imigrací zesílila až poté, co byla na nedalekém ostrově Ellis Island otevřena stanice pro imigranty. Tento názor odpovídal Lazarově vizi v sonetu – sochu popsala jako „Matku vyhnanců“ –. V roce 1903 byl sonet vyryt na desku, která byla připevněna k podstavci sochy.
Ústní vyprávění přistěhovalců zaznamenávají jejich pocity nadšení při prvním pohledu na sochu Svobody. Jeden z přistěhovalců, který přišel z Řecka, vzpomínal:
„Uviděl jsem sochu Svobody. A řekl jsem si: ‚Paní, vy jste tak krásná! Otevřela jste náruč a dostáváte sem všechny cizince. Dejte mi šanci dokázat, že za to stojím, něco dokázat, být někým v Americe.‘ V Americe jsem se cítil dobře. A vždycky jsem na tu sochu myslel“.
Socha se rychle stala orientačním bodem. Původně měla matnou měděnou barvu, ale krátce po roce 1900 se na ní začala šířit zelená patina, nazývaná také verdigris, způsobená oxidací měděného pláště. Již v roce 1902 se o ní psalo v tisku; do roku 1906 sochu zcela pokryla. V domnění, že patina je důkazem koroze, schválil Kongres 62 800 USD (v roce 2020 ekvivalent 1 809 000 USD) na různé opravy a na nátěr sochy zvenčí i zevnitř. Proti navrhovanému vnějšímu nátěru se zvedla značná vlna protestů veřejnosti. Armádní inženýrský sbor zkoumal, zda nemá patina na sochu neblahý vliv, a dospěl k závěru, že plášť chrání, „zjemňuje obrysy sochy a zkrášluje ji“. Socha byla natřena pouze zevnitř. Inženýrský sbor také instaloval výtah, který návštěvníky vyveze z podstavce na vrchol podstavce.

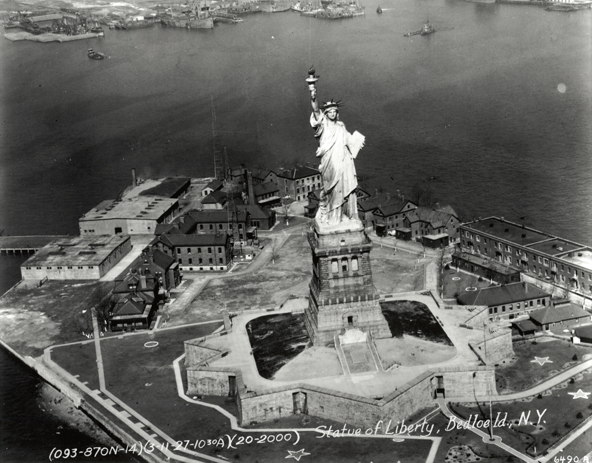
Bedloe's Island v roce 1927, socha a vojenské budovy. Viditelný je jedenáctiúhelníkový půdorys zdí Fort Wood, které dodnes tvoří základnu sochy

Během první světové války 30. července 1916 způsobili němečtí sabotéři výbuch na poloostrově Black Tom v Jersey City ve státě New Jersey, na místě, které je dnes součástí státního parku Liberty State Park, poblíž Bedloe's Island. Byly zde odpáleny vagony dynamitu a dalších výbušnin, které byly posílány do Británie a Francie pro jejich válečné úsilí. Socha utrpěla drobné škody, především na pravém rameni nesoucím pochodeň, a byla na deset dní uzavřena. Náklady na opravu sochy a budov na ostrově činily přibližně 100 000 dolarů (v přepočtu asi 2 380 000 dolarů v roce 2020). Úzký výstup k pochodni byl z důvodu veřejné bezpečnosti uzavřen a zůstal uzavřen již natrvalo.
V témže roce zahájil Ralph Pulitzer, který nastoupil po svém otci Josephu na místo vydavatele časopisu World, sbírku na 30 000 dolarů (což odpovídá 713 000 dolarů v roce 2020) na vnější noční osvětlení sochy. Uvedl, že přispělo více než 80 000 lidí, ale cíle se mu dosáhnout nepodařilo. Rozdíl byl v tichosti dorovnán darem od bohatého dárce - skutečnost byla odhalena až v roce 1936. Podvodní napájecí kabel přivedl elektřinu z pevniny a podél stěn Fort Woodu byly umístěny reflektory. Gutzon Borglum, který později vytvořil monument Mount Rushmore, pochodeň přepracoval a velkou část původní mědi nahradil barevným sklem. Dne 2. prosince 1916 stiskl prezident Woodrow Wilson telegrafní klíč, který rozsvítil světla, a sochu tak úspěšně osvětlil.
Po vstupu Spojených států do první světové války v roce 1917 byly obrazy sochy hojně využívány na náborových plakátech a v kampaních Liberty bond, které vyzývaly americké občany k finanční podpoře války. Tím se veřejnosti vnucoval deklarovaný účel války – zajištění svobody – a připomínalo se, že bojující Francie darovala Spojeným státům tuto sochu.
V roce 1924 prezident Calvin Coolidge prohlásil na základě své pravomoci podle zákona o památkách a sochu za národní památku. V roce 1929 jeden muž vylezl oknem v koruně a skokem ze sochy spáchal sebevraždu.

### První léta pod Správou národních parků (1933–1982)
V roce 1933 prezident Franklin Roosevelt nařídil, aby byla socha převedena pod Správu národních parků (NPS). V roce 1937 získala NPS pravomoc nad zbytkem ostrova Bedloe's Island. Po odchodu armády začala NPS ostrov přetvářet na park. Správa pro pokrok v práci (Works Progress Administration, WPA) zbourala většinu starých budov, upravila a znovu osázela východní část ostrova a vybudovala žulové schody pro nový vstup pro veřejnost k soše ze zadní části ostrova. WPA rovněž provedla restaurátorské práce uvnitř sochy a dočasně odstranila paprsky ze svatozáře sochy, aby mohly být vyměněny jejich zrezivělé podpěry. Zrezivělé litinové stupně v podstavci byly nahrazeny novými ze železobetonu; vyměněny byly i horní části schodišť uvnitř sochy. Bylo instalováno měděné opláštění, aby se zabránilo dalšímu poškození dešťovou vodou, která do podstavce prosakovala. Od května do prosince 1938 byla socha pro veřejnost uzavřena.
Během druhé světové války zůstala socha pro návštěvníky otevřena, i když v noci nebyla kvůli válečnému nočnímu zatemnění osvětlena. Krátce se rozsvítila 31. prosince 1943 a v den D, 6. června 1944, kdy její světla blikala „tečka-tečka-tečka-čárka“, morseovkou pro V, tedy vítězství. V letech 1944–1945 bylo instalováno nové, výkonné osvětlení a počínaje dnem V-E byla socha opět osvětlena po západu slunce. Osvětlení trvalo jen několik hodin každý večer a teprve v roce 1957 byla socha osvětlena každý večer po celou noc. V roce 1946 byl vnitřek sochy v dosahu návštěvníků potažen speciálním plastem, aby bylo možné smýt graffiti.
V roce 1956 byl zákonem Kongresu Bedloe's Island oficiálně přejmenován na Liberty Island, což byla změna, kterou Bartholdi prosazoval již o několik generací dříve. V zákoně byla také zmíněna snaha založit na ostrově Americké muzeum přistěhovalectví, což podporovatelé považovali za federální souhlas s projektem, ačkoli vláda na něj pomalu poskytovala finanční prostředky. Nedaleký ostrov Ellis Island se v roce 1965 stal na základě prohlášení prezidenta Lyndona Johnsona součástí Národního památníku sochy Svobody. V roce 1972 bylo v podstavci sochy konečně prezidentem Richardem Nixonem slavnostně otevřeno muzeum imigrace. Sponzoři muzea mu však nikdy neposkytli takový nadační příspěvek, který by zajistil jeho dlouhodobé fungování, a muzeum bylo tak bylo po otevření imigračního muzea na Ellis Islandu uzavřeno v roce 1991.
V roce 1970 vedla Ivy Bottiniová u sochy demonstraci, při níž spolu s dalšími členkami newyorské pobočky Národní organizace žen přehodila přes zábradlí obrovský transparent s nápisem "ŽENY SVĚTA SPOJTE SE!".
Od 26. prosince 1971 obsadilo sochu 15 veteránů proti vietnamské válce a vyvěsilo z její koruny americkou vlajku vzhůru nohama. Na příkaz federálního soudu ji 28. prosince opustili. Sochu také několikrát na krátkou dobu obsadili demonstranti propagující kauzy, jako je nezávislost Portorika, odpor proti potratům a proti americké intervenci v Grenadě. Mezi demonstrace se souhlasem správy parku patřilo shromáždění Gay Pride Parade a každoroční shromáždění zajatých pobaltských národů.
Před americkým dvoustým výročím v roce 1976 bylo instalováno nové výkonné osvětlení. Socha se stala ústředním bodem Operace Sail, regaty vysokých lodí z celého světa, které 4. července 1976 vpluly do newyorského přístavu a obepluly ostrov Liberty Island. Den byl zakončen velkolepým ohňostrojem v blízkosti sochy.

### Renovace a nové posvěcení (1982–2000)

4. července 1986: První dáma Nancy Reaganová (v červeném) znovu otevírá sochu pro veřejnost.

V rámci plánování oslav stého výročí sochy v roce 1986 byla socha podrobně prozkoumána francouzskými a americkými inženýry. V roce 1982 bylo oznámeno, že socha potřebuje značnou renovaci. Pečlivý průzkum odhalil, že pravá paže byla nesprávně připevněna k hlavní konstrukci. Při silném větru se stále více kývala a hrozilo značné riziko selhání konstrukce. Hlava byla navíc instalována o 2 stopy (0,61 m) mimo střed a jeden z paprsků měl při pohybu sochy ve větru v pravém rameni díru. Konstrukce armatury byla silně zkorodovaná a asi dvě procenta vnějších desek bylo třeba vyměnit. Přestože problémy s armaturou byly rozpoznány již v roce 1936, kdy byly instalovány litinové náhrady některých tyčí, většina koroze byla skryta vrstvami nátěrů nanesených v průběhu let.
V květnu 1982 prezident Ronald Reagan oznámil vytvoření Komise pro výročí sochy Svobody na ostrově Ellis Island, kterou vedl předseda společnosti Chrysler Corporation Lee Iacocca, s cílem získat finanční prostředky potřebné k dokončení prací. Prostřednictvím své fundraisingové složky, Statue of Liberty-Ellis Island Foundation, Inc. získala tato skupina více než 350 milionů dolarů ve formě darů na renovaci sochy Svobody i Ellis Islandu. Socha Svobody byla jedním z prvních příjemců marketingové kampaně. Propagační akce z roku 1983 inzerovala, že za každý nákup provedený kartou American Express přispěje společnost jedním centem na renovaci sochy. Kampaň přinesla příspěvky ve výši 1,7 milionu dolarů na projekt obnovy.
V roce 1984 byla socha po dobu renovace uzavřena pro veřejnost. Dělníci postavili největší volně stojící lešení na světě, které sochu zcela zakrývalo. Tekutým dusíkem byly odstraněny vrstvy nátěru, které byly po desetiletí nanášeny na vnitřní stranu měděného pláště, a zůstaly dvě vrstvy uhelného dehtu, původně naneseného k ucpání netěsností a zabránění korozi. Tryskáním pomocí prášku z jedlé sody byl dehet odstraněn, aniž by došlo k dalšímu poškození mědi. Práci restaurátorů ztěžovala látka na bázi azbestu, kterou Bartholdi používal - jak ukázaly prohlídky - neúčinně proti galvanické korozi. Pracovníci uvnitř sochy museli nosit ochranné pomůcky, přezdívané „měsíční obleky“, se samostatnými dýchacími okruhy. Větší díry v měděném plášti byly opraveny a v případě potřeby byla přidána nová měď. Náhradní měděná slupka byla odebrána z měděné střechy v Bellových laboratořích, která měla patinu velmi podobnou té, kterou měla socha; výměnou za to byla laboratoři poskytnuta část staré měděné slupky k testování. Pochodeň, u níž bylo zjištěno, že od úprav v roce 1916 propouští vodu, byla nahrazena přesnou replikou Bartholdiho nezměněné pochodně. Uvažovalo se o výměně paže a ramene; Správa národního parku trvala na tom, aby byly místo toho opraveny. Původní pochodeň byla odstraněna a v roce 1986 nahrazena současnou, jejíž plamen je pokryt 24karátovým zlatem. Pochodeň ve dne odráží sluneční paprsky a v noci je osvětlena reflektory.
Vyměněna byla celá loučová železná armatura navržená Gustavem Eiffelem. Nízkouhlíkové nerezové tyče odolné proti korozi, které nyní drží skoby vedle pláště, jsou vyrobeny z feralia, slitiny, která se při pohybu sochy mírně ohýbá a vrací se do původního tvaru. Aby se zabránilo kontaktu paprsku a paže, byl paprsek o několik stupňů přerovnán. Osvětlení bylo opět vyměněno - noční osvětlení následně pochází z halogenidových lamp, které vysílají paprsky světla na jednotlivé části podstavce nebo sochy a ukazují různé detaily. Přístup k podstavci, který dosud vedl nevýrazným vchodem vybudovaným v 60. letech 20. století, byl zrekonstruován tak, aby vznikl široký otvor orámovaný soustavou monumentálních bronzových dveří se vzory symbolizujícími renovaci. Byl instalován moderní výtah, který umožnil bezbariérový přístup do vyhlídkové části podstavce. Uvnitř sochy byl instalován nouzový výtah, který dosahuje až do úrovně ramene.
Ve dnech 3.-6. července 1986 byl vyhlášen „Víkend svobody“, který připomínal sté výročí sochy a jejího znovuotevření. Znovuodhalení předsedal prezident Reagan za účasti francouzského prezidenta Françoise Mitterranda. Dne 4. července proběhla repríza operace Plachta a 5. července byla socha znovu otevřena pro veřejnost. Ve svém projevu při věnování Reagan prohlásil: „Jsme strážci plamene svobody, držíme ho vysoko, aby ho viděl celý svět“.

### Uzavření a znovuotevření (2001–současnost)

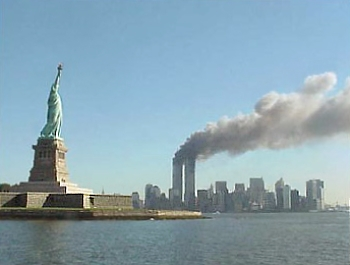
Socha Svobody při útocích 11. září, v pozadí hoří dvojčata World Trade Center

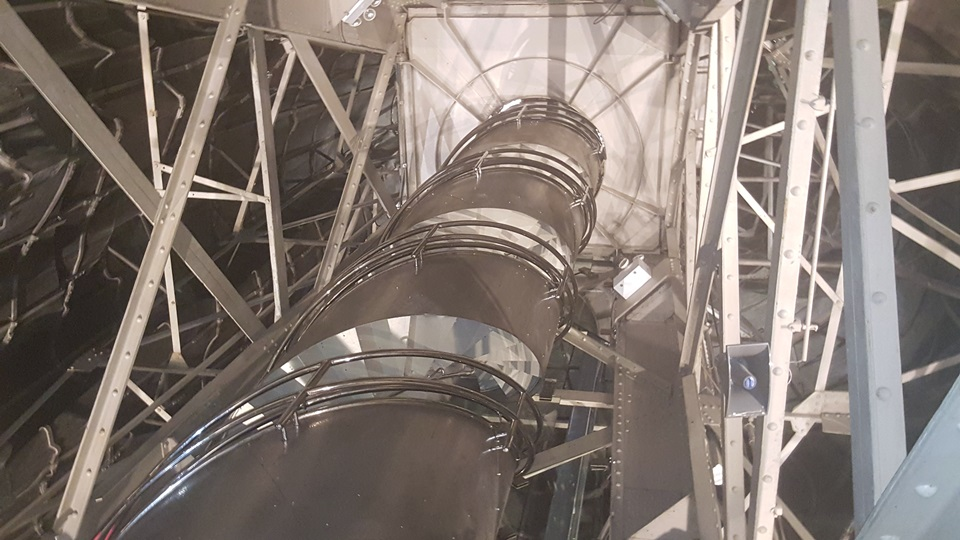
Nové schodiště ke koruně

Bezprostředně po útocích z 11. září byly socha a ostrov svobody pro veřejnost uzavřeny. Ostrov byl znovu otevřen na konci roku 2001, zatímco podstavec a socha zůstaly nepřístupné. Podstavec byl znovu otevřen v srpnu 2004, ale Správa národního parku oznámila, že návštěvníkům nemůže být bezpečně umožněn přístup k soše kvůli obtížné evakuaci v případě nouze. Správa parku se tohoto stanoviska držela po zbytek období Bushovy vlády. Newyorský kongresman Anthony Weiner si ze znovuotevření sochy udělal osobní křížovou výpravu. Dne 17. května 2009 oznámil ministr vnitra prezidenta Baracka Obamy Ken Salazar, že jako „zvláštní dárek“ Americe bude socha od 4. července znovu otevřena pro veřejnost, ale že každý den bude moci na korunu vystoupit pouze omezený počet lidí.
Socha včetně podstavce a základny byla uzavřena 29. října 2011 kvůli instalaci nových výtahů a schodišť a uvedení dalších zařízení, jako jsou toalety, do souladu s předpisy. Socha byla znovu otevřena 28. října 2012, ale o den později byla opět uzavřena před hurikánem Sandy. Ačkoli bouře sochu nepoškodila, zničila část infrastruktury na Liberty i Ellis Islands, včetně přístaviště, které využívaly trajekty jezdící na Liberty a Ellis Islands. Dne 8. listopadu 2012 oznámil mluvčí správy parku, že oba ostrovy zůstanou uzavřeny na dobu neurčitou kvůli opravám. Protože na ostrově Liberty nebyla zavedena elektřina, byl instalován generátor, který napájel dočasné reflektory, jež sochu v noci osvětlovaly. Správce národního památníku socha Svobody David Luchsinger – jehož dům na ostrově byl vážně poškozen – prohlásil, že bude trvat „optimisticky ... měsíce“, než bude ostrov znovu otevřen pro veřejnost. Socha a ostrov svobody se pro veřejnost znovu otevřely 4. července 2013. Ellis Island zůstal kvůli opravám uzavřen ještě několik měsíců, ale koncem října 2013 byl znovu otevřen.

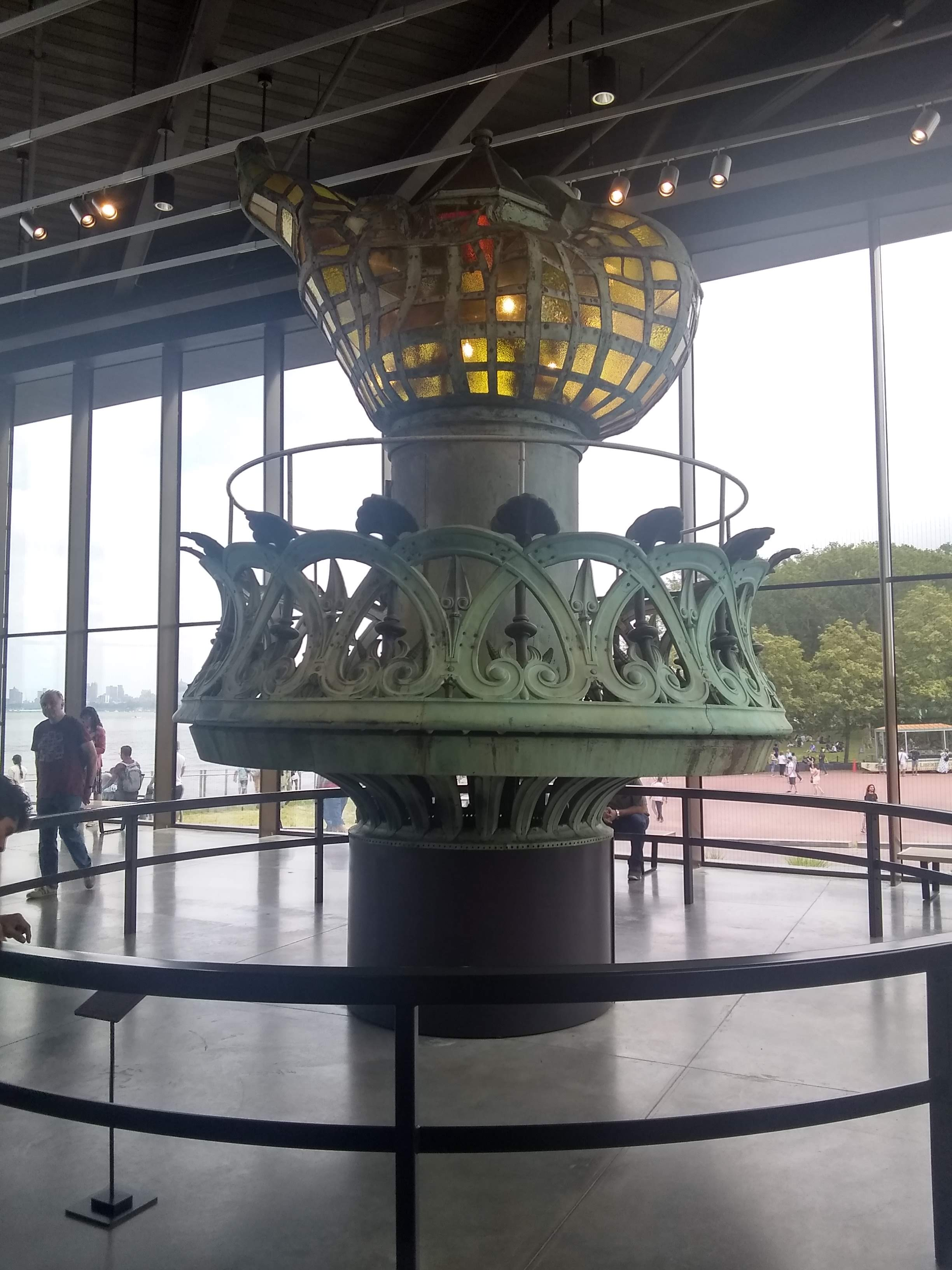
Původní pochodeň Sochy Svobody (1886–1984) vystavená v Muzeu Sochy Svobody na Liberty Island

Socha Svobody byla uzavřena také z důvodu uzavření vlády a protestů, jakož i z důvodu pandemie nemocí. Během uzavření federální vlády Spojených států v říjnu 2013 byl ostrov Liberty Island a další místa financovaná z federálních zdrojů uzavřena. Kromě toho byl Ostrov svobody krátce uzavřen 4. července 2018 poté, co na sochu vylezla žena protestující proti americké imigrační politice. Ostrov však zůstal otevřený i během shutdownu federální vlády Spojených států v letech 2018–19, protože nadace Statue of Liberty-Ellis Island Foundation na něj věnovala finanční prostředky. Od 16. března 2020 byl uzavřen z důvodu pandemie covidu-19. Dne 20. července 2020 byla socha Svobody částečně znovu otevřena v souladu s pokyny města New York pro fázi IV, přičemž ostrov Ellis Island zůstal uzavřen.
Dne 7. října 2016 byla zahájena výstavba nového Muzea sochy Svobody na ostrově Liberty Island. Nové muzeum o rozloze 26 000 čtverečních stop (2 400 m²) za 70 milionů dolarů mohou navštívit všichni, kdo na ostrov přijedou, na rozdíl od muzea v podstavci, do kterého mělo přístup pouze 20 % návštěvníků ostrova. Nové muzeum, které navrhla architektonická kancelář FXFOWLE Architects, je začleněno do okolního parku. Diane von Fürstenberg vedla fundraising pro muzeum a do zahájení stavby se na projekt podařilo získat více než 40 milionů dolarů. Muzeum bylo otevřeno 16. května 2019.

## Přístup a atributy

### Umístění a přístup

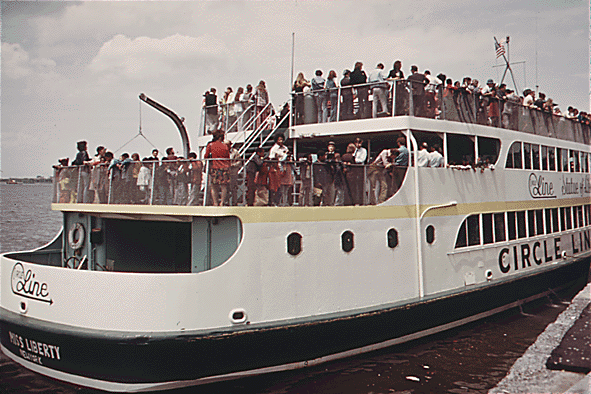
Turisté na palubě trajektu přijíždějícího na Liberty Island, červen 1973

Socha se nachází v horní části Newyorského zálivu na ostrově Liberty Island jižně od ostrova Ellis Island, které společně tvoří národní památník Socha Svobody. Oba ostrovy postoupil New York federální vládě v roce 1800. Jak bylo dohodnuto ve smlouvě mezi New Yorkem a New Jersey z roku 1834, která stanovila státní hranici v polovině zálivu, zůstávají původní ostrovy územím New Yorku, i když se nacházejí na straně státní hranice New Jersey. Liberty Island je jedním z ostrovů, které jsou součástí newyorské čtvrti Manhattan. Pozemky vzniklé rekultivací, které byly přidány k původnímu ostrovu Ellis Island o rozloze 2,3 akrů (0,93 ha), jsou územím státu New Jersey.
Vstup do národní památky není zpoplatněn, ale platí se za trajektovou dopravu, kterou musí všichni návštěvníci využít, protože soukromé lodě nesmí na ostrově zakotvit. V roce 2007 byla společnosti Statue Cruises udělena koncese na provozování přepravy a prodej jízdenek, která nahradila společnost Circle Line, jež tuto službu provozovala od roku 1953. Trajekty, které vyplouvají z Liberty State Park v Jersey City a z Battery na dolním Manhattanu, zastavují také na Ellis Islandu, když je otevřen pro veřejnost, což umožňuje kombinovaný výlet. Všichni cestující na trajektech procházejí před nástupem na palubu bezpečnostní kontrolou, podobnou letištním procedurám.
Návštěvníci, kteří chtějí vstoupit do podstavce a na podstavec sochy, musí spolu s jízdenkou na trajekt získat bezplatnou vstupenku do muzea/podstavce. Zájemci, kteří chtějí vystoupat po schodišti uvnitř sochy až ke koruně, si zakoupí speciální vstupenku, kterou si mohou rezervovat až rok dopředu. Denně může na sochu vystoupit celkem 240 osob: deset osob na skupinu, tři skupiny za hodinu. Horolezci si s sebou mohou vzít pouze léky a fotoaparáty – na ostatní předměty jsou k dispozici uzamykatelné skříňky – a musí projít druhou bezpečnostní kontrolou.

### Nápisy, pamětní desky a věnování

Socha Svobody stojící na „Ostrově svobody“

Na soše Svobody nebo v její blízkosti se nachází několik pamětních desek a tabulí s věnováním.
- Deska na mědi těsně pod postavou vpředu uvádí, že se jedná o kolosální sochu představující Svobodu, kterou navrhl Bartholdi a postavila pařížská firma Gaget, Gauthier et Cie (Cie je francouzská zkratka analogická ke Co.).[156]
- Na prezentační desce, která rovněž nese Bartholdiho jméno, se uvádí, že socha je darem lidu Francouzské republiky, který vzdává hold „spojenectví obou národů při dosažení nezávislosti Spojených států amerických a potvrzuje jejich trvalé přátelství“.[156]
- Deska umístěná americkým výborem připomíná sbírku prostředků, která byla na vybudování podstavce provedena.[156]
- Na základním kameni je umístěna deska, kterou umístili svobodní zednáři.[156]
- V roce 1903 věnovali přátelé básnířky bronzovou desku, která nese text sonetu Emmy Lazarusové „Nový kolos“ (1883). Až do renovace v roce 1986 byla umístěna uvnitř podstavce, později se nacházela v Muzeu sochy Svobody, v podstavci.[156]
- Deska „The New Colossus“ je doplněna deskou, kterou věnoval Pamětní výbor Emmy Lazarusové v roce 1977 a která oslavuje básnířčin život.[156]

Na západním konci ostrova stojí skupina soch na počest osob úzce spjatých se sochou Svobody. Jsou zde vyobrazeni dva Američané – Pulitzer a Lazarusová – a tři Francouzi – Bartholdi, Eiffel a Laboulaye. Jsou dílem marylandského sochaře Phillipa Ratnera.

## Historické designace
V roce 1924 prezident Calvin Coolidge oficiálně označil sochu Svobody za součást Národního památníku Sochy Svobody. V roce 1965 byl památník rozšířen také o ostrov Ellis Island. Následujícího roku byly socha Svobody a Ellis Island společně zařazeny do Národního registru historických míst a socha samostatně v roce 2017. Na nižší než národní úrovni byla socha Svobody (Statue of Liberty National Monument) v roce 1971 zařazena do registru historických míst státu New Jersey a v roce 1976 se stala památkou určenou městem New York.
V roce 1984 byla socha Svobody zařazena na seznam světového dědictví UNESCO. V „Prohlášení o významu“ UNESCO je socha popsána jako „mistrovské dílo lidského ducha“, které „přetrvává jako velmi silný symbol – podněcující rozjímání, diskusi a protest proti ideálům, jako je svoboda, mír, lidská práva, zrušení otroctví, demokracie a příležitosti“.

## Vyobrazení
Po celém světě jsou vystaveny stovky replik sochy Svobody. Menší verzi sochy, která je o čtvrtinu vyšší než originál, darovala americké komunitě v Paříži. Nyní stojí na ostrově Île aux Cygnes, obrácená na západ k její větší sestře. Replika vysoká 30 stop (9,1 m) stála mnoho let na vrcholu skladiště Liberty Warehouse na Západní 64. ulici na Manhattanu; nyní je umístěna v Brooklynském muzeu. Američtí skauti v rámci své kampaně Posiluj ruku svobody v letech 1949–1952 věnovali jako vlasteneckou poctu asi dvě stě replik sochy z ražené mědi o výšce 100 palců (2,5 m) státům a obcím po celých Spojených státech. Ačkoli se nejedná o skutečnou repliku, socha známá jako Bohyně demokracie, která byla dočasně vztyčena během protestů na náměstí Nebeského klidu v roce 1989, byla podobně inspirována francouzskými demokratickými tradicemi – sochaři si dali záležet, aby se vyhnuli přímému napodobení Sochy svobody. Mezi dalšími rekonstrukcemi newyorských staveb je replika sochy součástí exteriéru hotelu a kasina New York-New York v Las Vegas.
Jako americká ikona je socha Svobody vyobrazena na mincích a známkách země. Objevila se na pamětních mincích vydaných u příležitosti stého výročí jejího vzniku v roce 1986 a na newyorském příspěvku do série státních čtvrťáků z roku 2001. V roce 1997 byl obraz sochy vybrán pro platinové mince American Eagle a byl umístěn na rubovou neboli zadní stranu oběžných mincí ze série prezidentských dolarů.
 Na současné desetidolarové bankovce se objevují dva obrazy pochodně sochy. Ukázalo se, že zamýšlené fotografické vyobrazení sochy na známce na věčné časy z roku 2010 místo toho zachycuje repliku v kasinu v Las Vegas.
Vyobrazení sochy použila řada regionálních institucí. V letech 1986–2000 vydával stát New York poznávací značky s obrysem sochy. Ženský tým New York Liberty z Národní basketbalové asociace používá jméno sochy i její podobu ve svém logu, v němž plamen pochodně slouží jako basketbalový míč. Tým New York Rangers z Národní hokejové ligy zobrazoval hlavu sochy na svém třetím dresu od roku 1997. Finále mužského basketbalového turnaje National Collegiate Athletic Association 1996, které se hrálo ve sportovním komplexu Meadowlands v New Jersey, mělo sochu ve svém logu. Libertariánská strana Spojených států používá sochu ve svém znaku.
Socha je častým námětem v populární kultuře. V hudbě byla evokována na znamení podpory americké politiky, jako například v písni Tobyho Keitha „Courtesy of the Red, White and Blue (The Angry American)“, a v opozici se objevila na obalu alba Bedtime for Democracy skupiny Dead Kennedys, které protestovalo proti Reaganově vládě. Ve filmu je pochodeň dějištěm vyvrcholení filmu Sabotér režiséra Alfreda Hitchcocka z roku 1942. Jedno z nejslavnějších filmových vystoupení má socha ve snímku Planeta opic z roku 1968, kde je vidět napůl zahrabaná v písku. Ve vědeckofantastickém filmu Den nezávislosti je převrácena a ve filmu Cloverfield je jí utržena hlava. V románu Jacka Finneyho o cestování v čase Time and Again hraje klíčovou roli pravá ruka sochy, která byla vystavena na počátku 80. let 19. století v Madison Square Parku. Robert Holdstock, poradní redaktor Encyklopedie science fiction, se v roce 1979 podivil:
„Kde by byla science fiction bez sochy Svobody? Po celá desetiletí se tyčí nebo rozpadá nad pustinami opuštěné Země – obři ji vyvrátili z kořenů, mimozemšťané ji shledali podivnou... symbol Svobody, symbol optimismu, se stal symbolem pesimistického pohledu science fiction na budoucnost.“